# Kasteel van Chokier

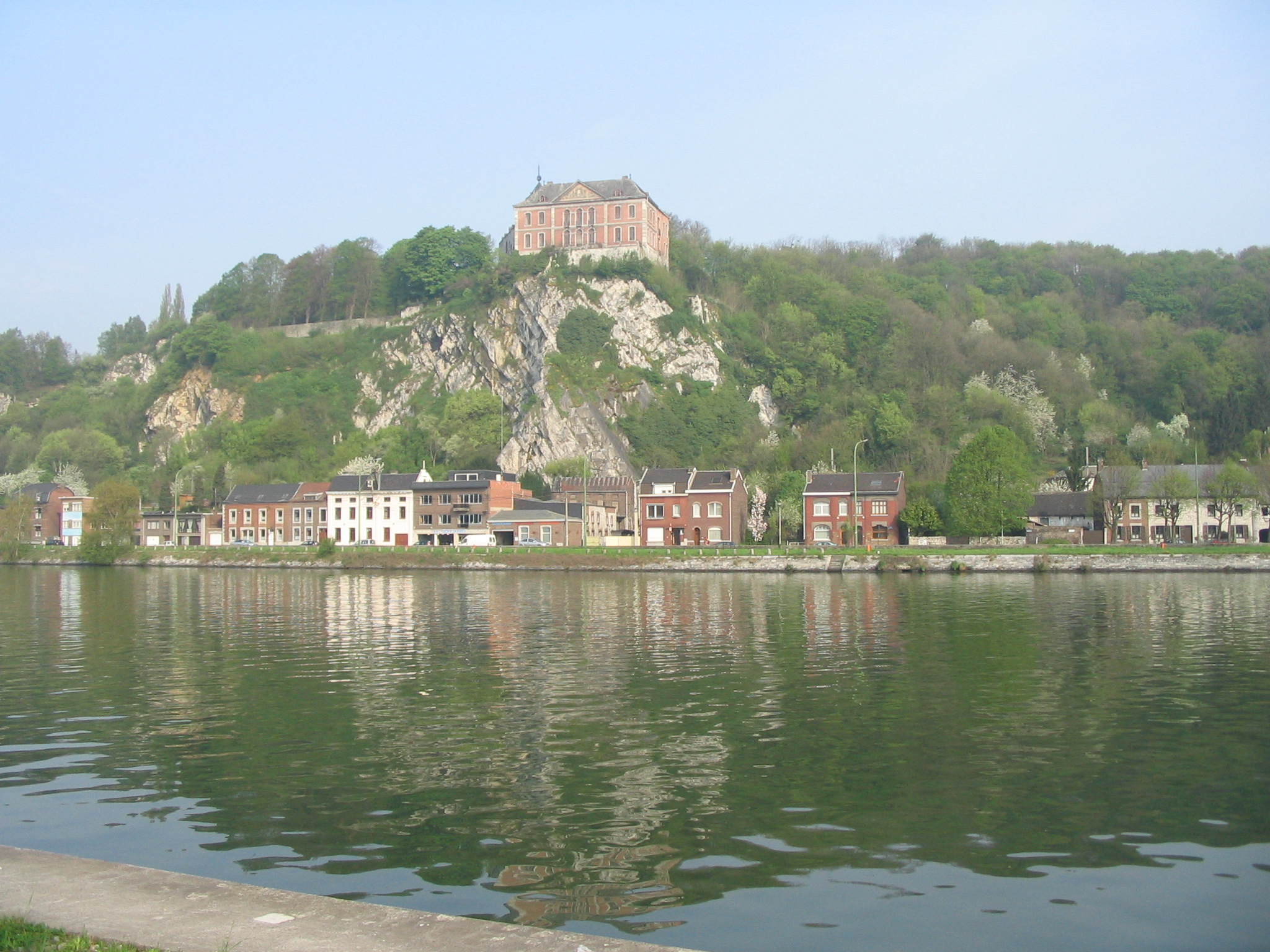

Het kasteel van Chokier ligt op de Mont Iohy, een steile kalkrots in de Maasvallei, te Chokier, op het grondgebied van Flémalle. In de vroege ochtend van 27 maart 2017 werd een groot deel van het kasteel in de as gelegd.

## Geschiedenis

### Middeleeuws slot
De versterkte burcht van de graven van Hozemont beheerste de toegang tot Luik. Eind 13e eeuw werd hij met de grond gelijk gemaakt in de Awans- en Warouxoorlog. Zo werd Willem van Hozémont gestraft omdat hij de autoriteit van de rijksbisschop Hugo III van Chalon had uitgedaagd. Hij verkocht het aan zijn neef Otton de Fontaine, maar nauwelijks vijftig jaar later werd het kasteel opnieuw vernield (1345), deze keer door een coalitie van Luikenaars, Hoeienaars en Dinantezen die het in brand staken. Weer herrees de versterking. Ze zou doorheen de eeuwen herhaaldelijk worden uitgebreid. Er kwam onder meer een ringmuur met negen bastions.

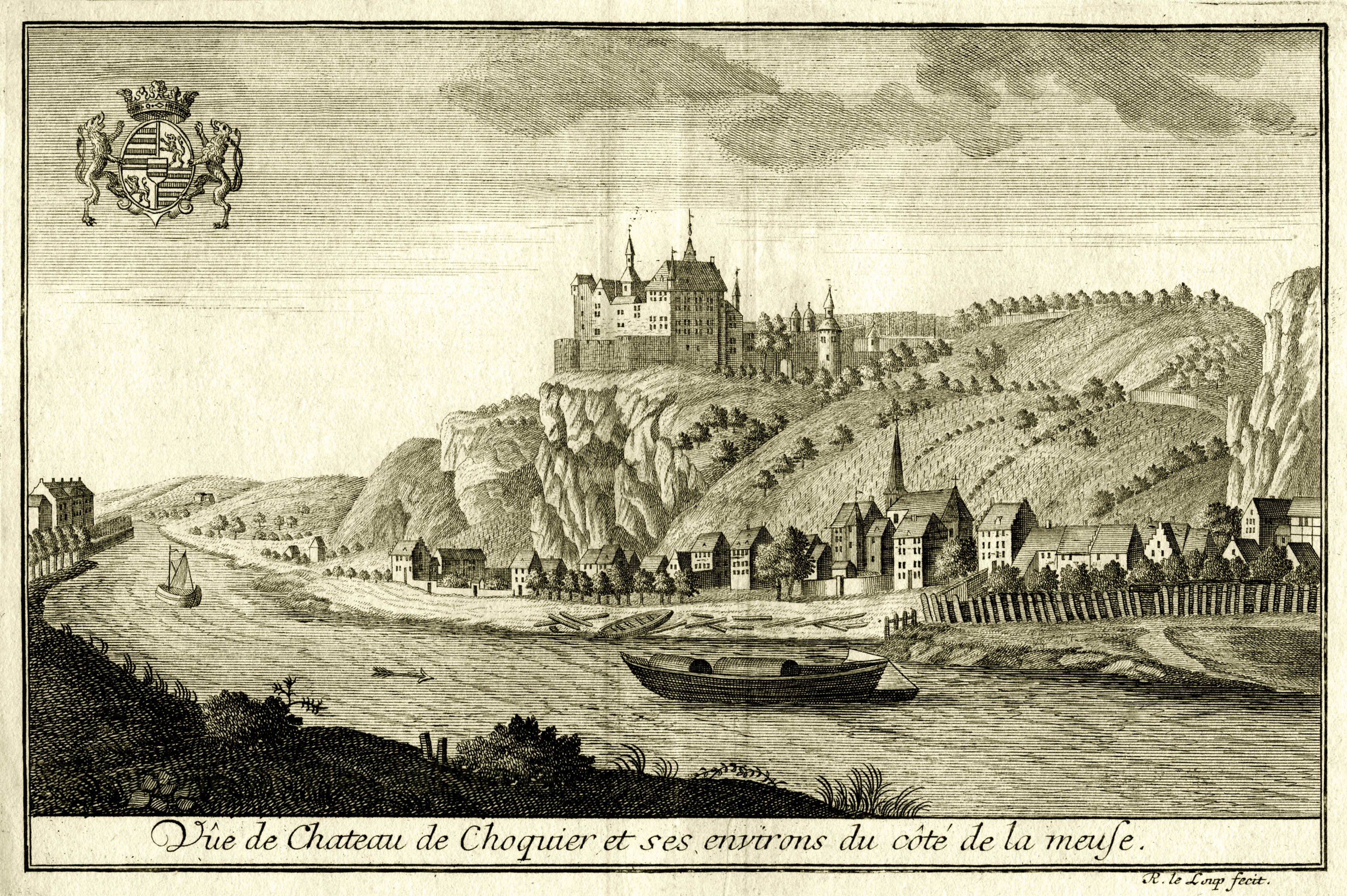
Het kasteel door Remacle Le Loup (1738)

In 1564 erfde Marie de Senzeilles het kasteel. Na twee kinderloze huwelijken en weduwschappen, trouwde ze op hogere leeftijd nog met Jean-Jacques Barbiano de Belgioso (1596). Dit bleek geen gelukkige keuze, want hij was een bruut die haar in Diest liet opsluiten en isoleren. Marie voelde haar dood naderen en schreef met bloed een testament in haar gebedenboek om het kasteel aan haar neef te laten, Paul de Berlo. Niemand durfde zich er blijkbaar op beroepen tegen haar echtgenoot, want Belgioso bleef in het bezit van het kasteel. Na zijn dood deed Berlo zijn rechten gelden. Het kwam tot een langdurig proces dat uiteindelijk te Rome in zijn voordeel werd beslecht.
Vlak bij het kasteel werd kalk gewonnen voor mortelproductie in kalkovens. Ook aluin werd er ontgonnen. Door de opeenstapeling van het mijnbouwafval aan de voet van de rots, vormde zich geleidelijk een plek waarop het dorp Chokier kon ontstaan. De rots zelf werd niet meer door water omspoeld.

### Château de plaisance
In de 18e eeuw had het versterkte kasteel zijn militair belang verloren. Omstreeks 1700 woedde er een hevige brand, maar het duurde nog enige decennia vooraleer Jean-Amour de Berlo het in zijn volle luister herstelde. Hij liet het ombouwen tot een château de plaisance. Op een ronde toren na bleef er weinig behouden van het oorspronkelijke kasteel. Door schulden gedwongen moest zijn nageslacht het afstaan aan Antoine Defays. Deze verkocht het in 1813 aan graaf Louis-Henri de Loison. Hij was een generaal van Napoleon die gekend stond als een berucht plunderaar (onder meer bij de monniken van Orval) en zich op een gegeven moment zelfs bij de legerautoriteiten moest verantwoorden. Bonaparte verbleef in het kasteel toen hij Luik aandeed. Loison stierf vrij jong en werd begraven in een mausoleum in het park. Zijn dochter Marie-Louise liet het overbrengen naar Père Lachaise en verkocht het kasteel aan de familie Clercx de Waroux (1852).

### Vallende rotsen
In 1947 kwam een 3.000 ton zware rotsmassa los en stortte naar beneden op de spoorweg Namen-Luik. Er waren geen slachtoffers maar het duurde drie weken voor er weer treinen konden passeren. De instorting had een deel van het kasteelterras meegenomen.

### Eigenaars
Enkele belangrijke eigenaars van het kasteeldomein waren:
- Sint-Jacobsabdij van Luik (tot 12e eeuw)
- geslacht Rulant de Fontaine, genoemd d’Hozémont (13e eeuw)
- geslacht Surlet de Chokier
- Eustache Chabot (1368-1374)
- Everard de Berlaymont de Floyon
- Marie de Senzeille
- Jean-Jacques Barbiano de Belgioso (1602-1626)
- Paul de Berlo (1639-1660)
- Ferdinand de Berlo
- Jean-Amour de Berlo (1759-1781)
- Antoine Defays (1812)
- Louis-Henri de Loison (1813-1816)

## Toegankelijkheid
Het kasteel kan niet worden bezocht, maar in de tuinen is een begeleid bezoek mogelijk op afspraak.

## Iconografie (selectie)
Het kasteel werd onder meer afgebeeld door:
- Pieter Bruegel de Oude, 1562
- Thomas Puteanus, miniatuurverluchting voor het evangelieboek van Robert Quercentius (1564)
- Lucas van Valckenborch, olieverfschilderij uit 1580
- Mathieu Xhrouet, prenten uit 1725 en 1738
- Remacle Leloup, prent uit 1738
- John Gardnor, aquatint uit 1791

Een meer speculatieve identificering is op Jan Van Eycks Maagd van kanselier Rolin.